# Charles le Morvan
Charles le Morvan (* 26. Februar 1865 in Pleubian, Département Côtes-d’Armor, Frankreich; † 1933) war ein französischer Astronom und Entdecker eines Asteroiden.
Er erstellte zwischen 1896 und 1910 mit Maurice Loewy und Pierre Puiseux Fotografien des Monds, die am Pariser Observatorium (IAU-Code 007) veröffentlicht wurden.

## Entdeckte Asteroiden
| Asteroid    | Asteroidentyp            | Entdeckungsdatum  | Provisorische Bezeichnung(en) |
| ----------- | ------------------------ | ----------------- | ----------------------------- |
| (774) Armor | Äußerer Asteroidengürtel | 19. Dezember 1913 | 1913 TW                       |